# Zapasy na Igrzyskach Brytyjskiej Wspólnoty Narodów 1970
Zapasy na Igrzyskach Brytyjskiej Wspólnoty Narodów 1970 odbyły się w Edynburgu.

## Mężczyźni

### Styl wolny
| Kat. wagowa |                         |                  |                  |                 |
| ----------- | ----------------------- | ---------------- | ---------------- | --------------- |
| 48 kg       | Ved Prakash             | Kenneth Shand    | Masih Sadiq      | Donald Urquhart |
| 52 kg       | Sudesh Kumar            | Mohammad Nazir   | David Stitt      | ----            |
| 57 kg       | Muhammad Sardar         | Herb Singerman   | Terence Robinson | ----            |
| 62 kg       | Saaed Mohd              | Pat Bolger       | Randhawa Singh   | ----            |
| 68 kg       | Udey Chand              | Mohammad Yaqub   | Ole Sørensen     | ----            |
| 74 kg       | Mukhtiar Singh          | Alfred Wurr      | Gordon Mackay    | ----            |
| 82 kg       | Harish Chandra Rajindra | Nick Schori      | David Aspin      | Ron Grinstead   |
| 90 kg       | Muhammad Faiz           | Sajan Singh      | Claude Pilon     | ----            |
| 100 kg      | Ed Millard              | Vishwanath Singh | Raiz Mohd        | ----            |
| 110 kg      | Ikram Ilahi             | Maruti Mane      | Denis McNamara   | ----            |

## Tabela medalowa
| Poz.    | Państwo       |    |    |    | Łącznie |
| 1       | Indie         | 5  | 3  | 1  | 9       |
| 2       | Pakistan      | 4  | 2  | 2  | 9       |
| 3       | Kanada        | 1  | 5  | 3  | 9       |
| 4       | Anglia        | 0  | 0  | 3  | 3       |
| 5       | Nowa Zelandia | 0  | 0  | 2  | 2       |
| 6       | Szkocja       | 0  | 0  | 1  | 1       |
| Łącznie | Łącznie       | 10 | 10 | 12 | 32      |